# تیم ملی فوتبال زیر ۱۷ سال کرواسی
تیم ملی فوتبال زیر ۱۷ سال کرواسی (انگلیسی: Croatia national under-17 football team) نماینده کشور کرواسی در مسابقات فوتبال مربوط به این رده سنی است. این تیم ملی توسط فدراسیون فوتبال کرواسی، نهاد حاکم بر فوتبال در کرواسی اداره می‌شود. این کشور عضو یوفا در اروپا و فیفا در مسابقات جهانی است. رنگ‌های این تیم به دو نماد ملی اشاره دارد: شطرنجی کرواسی و سه رنگ کشور. آنها در محاوره به عنوان Mali vatreni ("بلیزرهای کوچک") شناخته می‌شوند. تا کنون، واترنی مالی به ۹ دوره مسابقات قهرمانی زیر ۱۷ سال اروپا راه یافته‌است. بزرگ‌ترین موفقیت کرواسی در این مسابقات مقام سوم در سال ۲۰۰۱ بود. این تیم همچنین در سال ۲۰۰۵ به مقام چهارم دست یافت. کرواسی همچنین از زمان استقلال خود در سه دوره جام جهانی فوتبال زیر ۱۷ سال در سال‌های ۲۰۰۱، ۲۰۱۳ و ۲۰۱۵ شرکت کرد و در سال ۲۰۱۵ در مرحله یک چهارم نهایی حذف شد که بزرگ‌ترین موفقیت آن‌ها تاکنون در این مسابقات است.